# Абазіофілія
Абазіофілія — парафілічний сексуальний інтерес або потяг, який полягає в отриманні сексуального збудження або задоволення від людей, які мають порушення опорно-рухового апарату або користуються допоміжними засобами пересування, такими як милиці, інвалідні візки або бандажі на ноги. Термін «абазіофілія» вперше вжив Джон Мані з Університету Джона Гопкінса у статті про парафілії у 1990 році.

## У популярній культурі
Абазіофілія відіграє помітну роль у романі Майкла Коннеллі «Опудало», в якому серійний вбивця мотивований абазіофілією.